# Чернов, Василий Иванович (партийный деятель)
Василий Иванович Чернов ( 7 января 1930, Уржум — 30 января 2023) — советский хозяйственный, государственный и политический деятель.

## Биография
Родился в 1930 году в Уржуме. Член КПСС. В 1950 году окончил Воркутинский горный техникум.
В 1950—1990 гг.:
- 1950-1951 начальник участка шахты № 3,
- 1950-1952 мастер производственного обучения в ГПТУ-3,
- 1952-1954 секретарь, первый секретарь Воркутинского городского комитета ВЛКСМ,
- 1954-1957 заведующий промышленно-транспортным отделом городского комитета партии,
- 1957-1960 слушатель Горьковской высшей партийной школы,
- секретарь парткома на шахте № 40 (Воркута),
- директор Воркутинского горного техникума,
- председатель Воркутинского городского комитета народного контроля,
- второй секретарь городского комитета КПСС,
- 1973-1980 первый секретарь Воркутинского городского комитета КПСС.
- 1980-1990 заведующий отделом угольной промышленности Коми обкома КПСС.

Делегат XXV съезда КПСС. Почётный гражданин Воркуты (1982). Награждён орденом Дружбы народов, двумя орденами Трудового Красного Знамени, орденом «Знак Почёта», медалью «За трудовую доблесть», знаками «Шахтерская слава» трех степеней. Заслуженный работник Коми АССР.
После выхода на пенсию жил в Москве.